# Бесарабка
Бесарабка (на молдовски: Basarabeasca) е град, разположен в южната част на Молдова. Градът е административен център на Бесарабски район. Населението му през 2011 година е 12 500 души.

## История
Селището възниква през 1846 година, основано от еврейски колонисти. През 1859 година в селището има 86 еврейски фермерски семейства, 263 мъже и 249 жени.

## Население
Населението на града през 2004 година е 11 192 души, от тях:
- 3465 – молдовци (30,96 %)
- 2374 – руснаци (21,21 %)
- 1954 – гагаузи (17,45 %)
- 1757 – украинци (15,70 %)
- 1301 – българи (11,62 %)
- 165 – цигани (1,47 %)
- 12 – евреи (0,10 %)
- 11 – румънци (0,09 %)
- 4 – поляци (0,03 %)
- 149 – други националности или неопределени (1,33 %)

## Образование
В града функционират 4 образователни учреждения:
- Теоретичен лицей „Александър Пушкин“
- Теоретичен лицей „Николай Гогол“
- Теоретичен лицей „Матей Басараб“
- Гимназия № 22